# Reed-sternbergcel

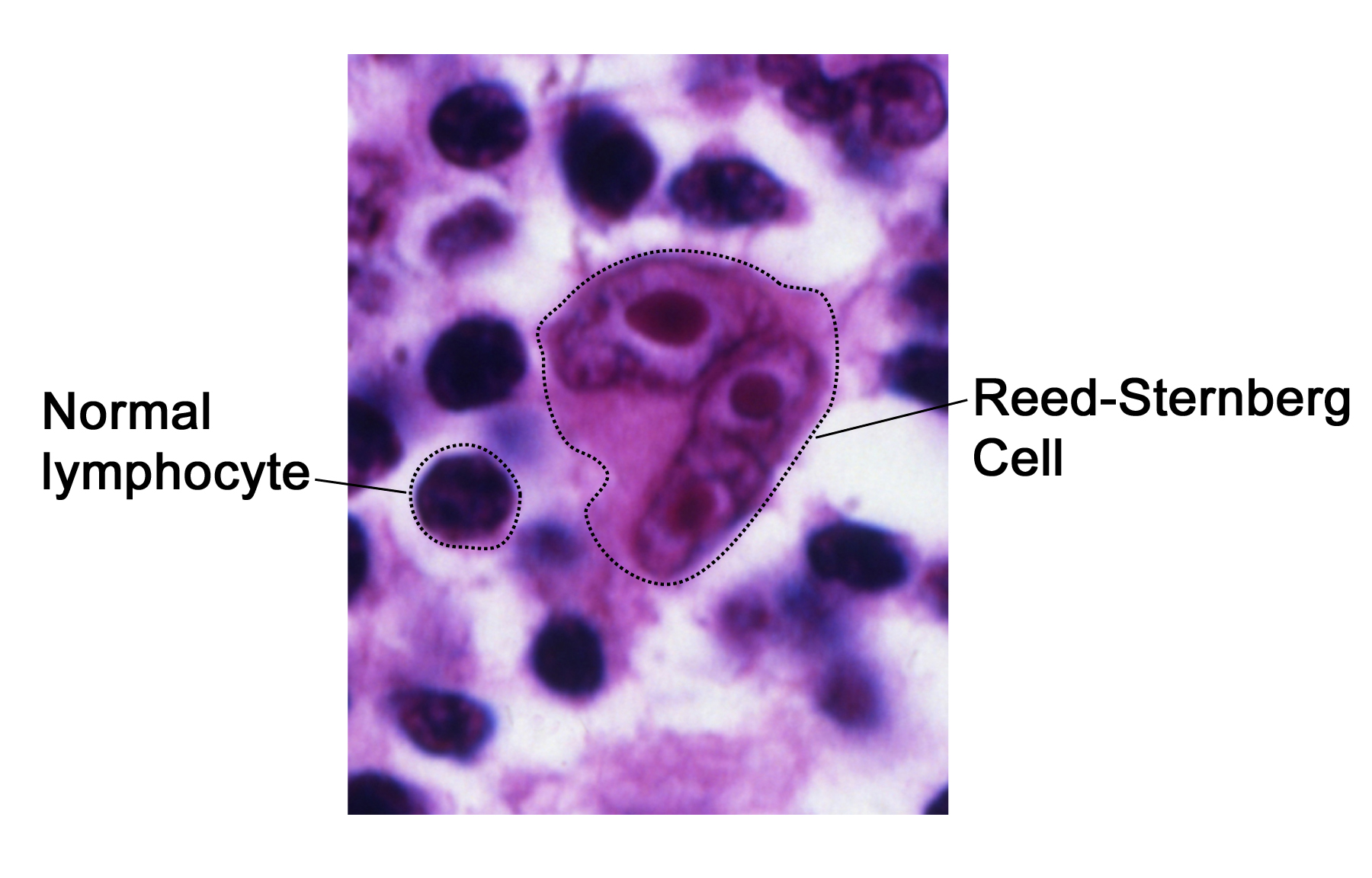
Reed-sternbergcel en normale lymfocyten

Een reed–sternbergcel is een grote meerkernige reuscel afkomstig van B-lymfocyten. De cel lijkt onder een lichtmicroscoop een beetje op de kop van een uil. De reed-sternbergcel is typisch voor de klassieke varianten van de ziekte van Hodgkin. De cel is vernoemd naar de pathologen Dorothy Reed Mendenhall en Carl Sternberg.
In de overgrote meerderheid van de gevallen hebben de immunoglobulinegenen van reed-sternbergcellen zowel V(D)J-recombinatie als somatische hypermutatie ondergaan, waarmee een oorsprong van een kiemcentrum of postkiemcentrum-B-cel is vastgesteld. Een hypermutatie is een mutatie in de antilichaamgenen van een rijpende B-cel. Ondanks dat ze de genetische signatuur van een B-cel hebben, slagen de reed-sternbergcellen van de klassieke ziekte van Hodgkin er niet in de meeste B-celspecifieke genen tot expressie te brengen, waaronder de immunoglobulinegenen. De oorzaak van deze grootschalige herprogrammering van genexpressie moet nog volledig worden verklaard. Het is vermoedelijk het resultaat van wijdverbreide epigenetische veranderingen van onzekere etiologie, maar is deels een gevolg van zogenaamde "verminkende" mutaties die zijn ontstaan tijdens somatische hypermutatie. Tegen een achtergrond van een zee van B-cellen geven ze het weefsel een door motten aangevreten uiterlijk.
Reed-sternbergcellen zijn groot (30-50 micron) en zijn ofwel meerkernig of hebben een tweelobbige kern met prominente eosinofiele insluitselachtige celkernen (waardoor ze een "uilenoog"-uiterlijk hebben). In de klassieke vorm brengen de reed-sternbergcellen een interleukine-2-receptor (CD25) tot expressie, evenals de B-lymfocytantigenen CD19 en CD20. De aanwezigheid van deze cellen is noodzakelijk bij de diagnose van de ziekte van Hodgkin - de afwezigheid van reed-sternbergcellen heeft een zeer hoge negatieve voorspellende waarde. De aanwezigheid van deze cellen wordt voornamelijk bevestigd door het gebruik van biomarkers in immunohistochemie. Ze kunnen ook worden gevonden bij reactieve lymfadenopathie (zoals klierkoorts-immunoblasten die een reed–sternbergachtig uiterlijk hebben, carbamazepine-geassocieerde lymfadenopathie) en zeer zelden bij andere typen geen ziekte van Hodgkin zijnde. Een immunoblast is een lymfocyt die geactiveerd is door een antigeen. Bij een anaplastisch grootcellig lymfoom kunnen ook reed–sternbergachtige cellen voorkomen.